# 인연 (1997년 영화)
"인연"은 1997년에 개봉한 대한민국의 영화이다.

## 줄거리
하늘이 맺어준 이 '인연'은 천하의 바람둥이 지훈(박중훈)의 우산꼭지에 하필이면 순진한 노처녀 양희(김지호)의 스커트가 걸리게 하고 많고 많은 술집을 놔두고 같은 술집에서 두 사람이 부딪치게 한다. 우연이 필연이 되기 위한 과정들이다. 성격 차이도 티격태격 말싸움도 두사람을 갈라 놓지 못하고 오히려 상대방에게 한발짝 더 다가서는 계기로 작용한다.
능동적이고 낙천적인 증권맨으로 카사노바와 돈쥬앙을 스승삼아 끊임없이 여자연구, 여자공격을 하는 천하의 바람둥이 지훈. 서른이 넘어서 결혼해야 한다는 점장이의 말을 유일한 위한으로 삼는 내숭파 올드 레이디 양희. 양희가 이 회사에 근무하는 이유는 봉급이나 복지후생이 종아서가 아니라 단지 30층이 넘는 이 빌딩에 약 970면의 총각들이 근무하기 때문이다.
어느 날 출근길 엘리베이터 안. 여느때와 다름없이 여직원들과 농담 따먹기를 하던 지훈의 우산 끝에 양희의 스커트가 찢어지고 양희는 지훈을 성추행범으로 모는 등 그들의 지독한 악연이 시작된다.
박중훈과 김지호 콤비가 만나면 어떤 영화가 나올까. 상큼하고 톡톡 튀는 작품? 그런 기대를 하는 사람이라면 「인연」을 봐도 그리 실망하지 않을 터이다. 「꼬리치는 남자」는 예외로 하자. 관객들의 외면을 받았던 그 영화에서는 박중훈이 주인공인지 개가 주인공인지 알 수 없을 정도였으니까. 증권회사 직원 지훈(박중훈 분)은 「여자 공략하기」가 취미인 천하의 바람둥이. 양희(김지호)는 콧대 높은 노처녀다. 어느날 엘리베이터에서 지훈의 우산에 걸려 양희의 스커트가 찢어지는 불상사가 일어나는데…. 남녀의 만남은 오래고 오랜 인연 끝에 이뤄진다는 믿음을 로맨틱 코미디로 만든 영화. 박중훈의 넉살이 여전하고 인기에 비해 연기가 못따르던 김지호도 선전했다. 원수같던 두사람이 사랑을 느끼게 되는 반전도 비교적 매끄럽다. 여자와 잠자기를 밥먹듯하는 바람둥이 남자가 사랑을 느낀 여자에 대해서는 『그 여자는 다르다』며 「순결 콤플렉스」를 고집하는 것이 우습지만.

## 캐스팅
- 박중훈 : 증권회사 직원 지훈 역
- 김지호 : 양희 역
- 송병준 : 인호 역
- 하유미 : 미자 역
- 우윤경 : 소정 역
- 문수진 : 수정 역
- 김화성 : 정아 역
- 최종원 : 증권회사 직원 최 부장 역
- 이대근 : 양희 부 역
- 장두이 : 미행자 역
- 김일우 : 증권회사 직원 김 부장 역
- 유퉁 : 방범 역
- 김세영 : 친구 1 역
- 박정곤 : 친구 2 역
- 배병권 : 친구 3 역
- 김동수 : 점쟁이 역
- 양진숙 : 경희 역
- 강경헌 : 미정 역
- 오세금 : 지훈 모 역
- 태유림 : 미스 송 역
- 최명련 : 윤 비서 역
- 오승언 : 직원 1 역
- 김은정 : 직원 2 역
- 한숙자 : 직원 3 역
- 윤수영 : 직원 4 역
- 유지영 : 직원 5 역
- 곽인호 : 보석상 역
- 전유성 : 내레이터 역